# Jean Franko
Jean Franko (Macuto, Federaal District, 5 december 1976) is een Venezolaans model en een homoseksuele pornoster.

## Prijzen
- GayVN Award 2007 - Beste acteur in een buitenlandse film (The School for Lovers)
- HeatGay 2007 - Beste acteur
- GayVN Award 2008 - Beste acteur in een buitenlandse film (The Men I Wanted)
- GayVN Award 2009 - Beste gegroepeerde scenario (Skin Deep, Part 1 & 2)
- 1st Annual JRL Gay Film Awards 2010 - Best Latin Top Performer of the Year (Rough/Tender)

## Video- en dvd-grafie
- Italian for the Beginner (2004) Lucas Kazan Productions
- Taking Flight (2004) Falcon Studios
- Love and Lust (2005) Lucas Kazan Productions
- Manville: The City of Men (2005) Kristen Bjorn Productions
- Decameron: Two Naughty Tales (2005) Lucas Kazan Productions
- The School for Lovers (2006) Lucas Kazan Productions
- Fire Dance (2006) Kristen Bjorn Productions
- Collin O'Neal's London (2006) Raging Stallion Studios, Collin O'Neal Productions
- Rocks & Hard Places, Part 1 (2007) Kristen Bjorn Productions
- Rocks & Hard Places, Part 2 (2007) Kristen Bjorn Productions
- El Rancho (2007) Kristen Bjorn Productions
- The Men I Wanted (2007) Lucas Kazan Productions
- Du Muscle (2007) Citebeur Productions
- Du Zob (2007) Citebeur Productions
- Italians and Other Strangers (2008) Lucas Kazan Productions
- Action! Parts 1 & 2: Director's Cut (2008) Kristen Bjorn Productions
- Skin Deep, Part 1 (2008) Kristen Bjorn Productions
- Skin Deep, Part 2 (2008) Kristen Bjorn Productions
- Pizza Cazzone (2009) Cazzo Film - Berlin Productions
- Bulging Boxers (2009) Alphamale Media - Hairy Hunx Productions
- Out On The Hit (2009) Alphamale Media - Hairy Hunx Productions
- Pride (2009) Kristen Bjorn Productions
- Big Business (2009) Cazzo Film - Berlin Productions
- Collin O'Neal's Turkey (2009) Collin O'Neal Productions
- Furry Fuckers (2009) Alphamale Media - Hairy Hunx Productions
- Stag Reel (2010) Raging Stallion Releasing - StagHomme Productions
- Rough/Tender (2010) Lucas Kazan Productions
- Stag Candy (2010) Raging Stallion Studios Releasing - StagHomme Productions
- Missing (2010) Lucas Entertainment Productions
- Giuseppe and His Buddies (2010) Lucas Kazan Productions
- Hustlers (2011) MenAtPlay Productions
- +++ Works for MenAtPlay & AlphaMale Media (2005>2009) Productions